# Stygnoplus granulosus
Stygnoplus granulosus is een hooiwagen uit de familie Stygnidae.